# Districte del Ducat de Lauenburg
El Districte del Ducat de Lauenburg (en alemany Kreis Herzogtum Lauenburg) és un districte a l'estat federal alemany de Slesvig-Holstein (Alemanya). El districte pertany a l'àrea metropolitana d'Hamburg i té com a capital la ciutat de Ratzeburg.

## Geografia
El districte és el més meridional de l'estat federal de Slesvig-Holstein. Confina al nord-oest i al nord amb el districte de Stormarn i la ciutat de Lübeck, a l'est amb el districte de Nordwestmecklenburg i el de Ludwigslust, ambdós de l'estat federal de Mecklemburg-Pomerània Occidental, a la seva part meridional l'Elba fa la frontera amb els districtes de Lüneburg i d'Harburg a la Baixa Saxònia. A l'oest confina amb la ciutat d'Hamburg. És un districte rural, les concentracions urbanes més importants són Reinbek, Geesthacht, Lauenburg d'Elba, Schwarzenbek, Mölln i la capital Ratzeburg.
El Sachsenwald, un dels més grans zones boscoses de l'estat de Slesvig-Holstein es troba al nord del districte. Junt amb el parc natural de Naturpark Lauenburgische Seen és un dels més antics de l'estat. El territori de l'actual districte correspon per a la major part a l'antic ducat de Saxònia-Lauenburg.

## Història

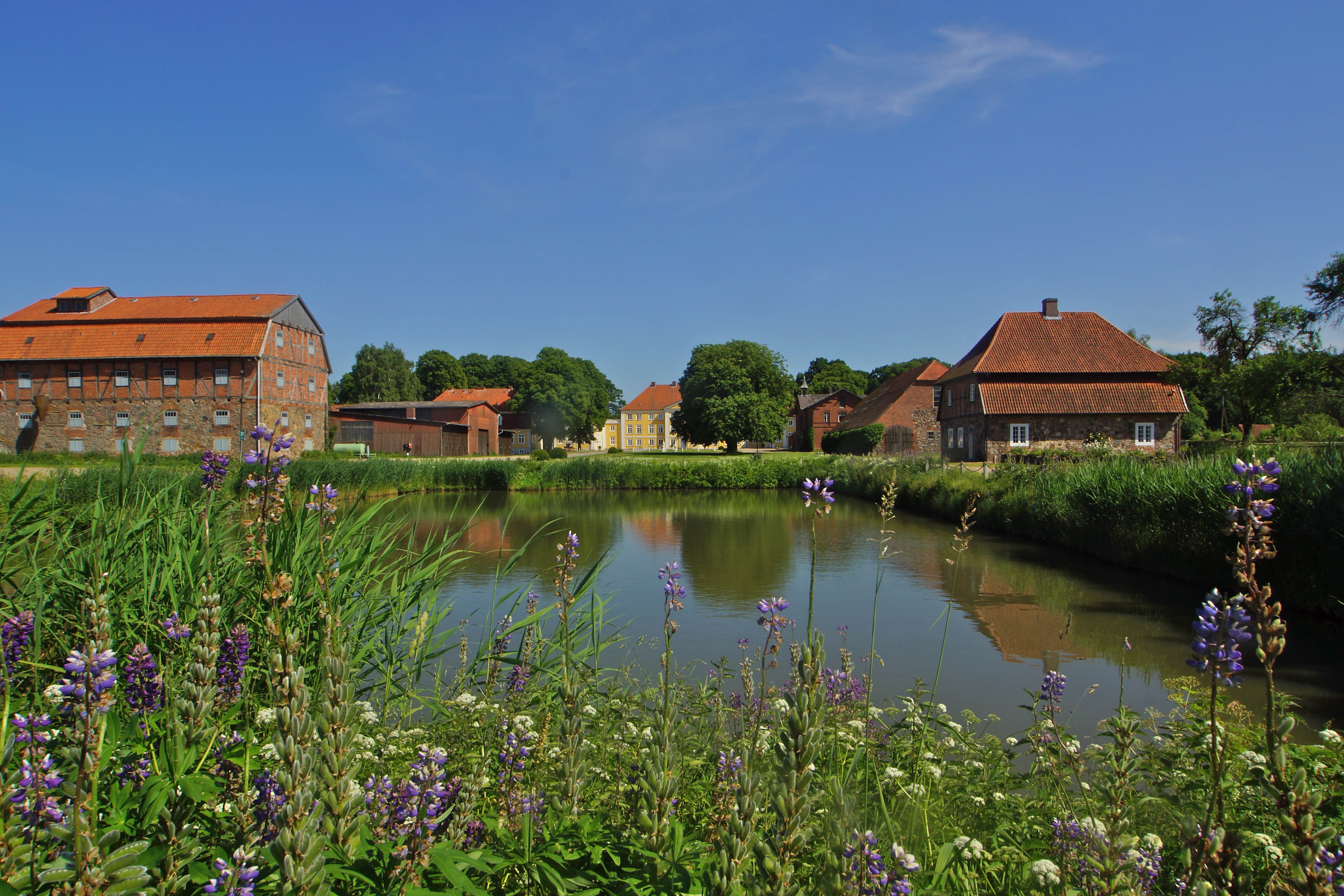
La masia senyorívola de Wotersen

El nom prové de l'antic ducat de Saxònia-Lauenburg, el qual era un dels romanents del ducat de Saxònia dividit el 1260 als dos estats de Saxònia-Wittenberg i Saxònia-Lauenburg.
Mentre el territori de Saxònia-Wittenberg va canviar dràsticament al llarg dels segles, el de Lauenburg va quedar gairebé inalterat, fins que va perdre la seva independència el 1689, quan el príncep de Lüneburg va heretar-lo. De 1815-1864 va passar al ducat de Holstein que formava una unió personal amb el regne de Dinamarca. El 1864 va caure a Prússia després de la Segona guerra de Slesvig. Per un període curt Lauenburg va mantenir la seva autonomia, però el 1876 va ser incorporat com a districte a la província prussiana de Slesvig-Holstein.
Lauenburg era la primera capital del districte. Després de la llei de l'àrea metropolitana d'Hamburg del 1937 la ciutat de Ratzeburg, un enclavament de Mecklenburg-Strelitz, va passar a Sleswig-Holstein i esdevenir la capital del districte.

## Escut
L'escut de l'antic ducat mostra un cavall blanc, el símbol antic del duc de Lauenburg. El cavall és envoltat per un negre i frontera comprovada blanca, el qual representa els colors de Prussià. Això és una versió modificada de les armes utilitzades quan Lauenburg era part de la monarquia danesa, 1815-64. Les armes anteriors van presentar el cap d'un cavall daurat en un escut vermell. L'escut va ser concedit en 12 de novembre 1866, quan esdevingué part del regne prussià. Quan el ducat va transformar-se en un districte l'ús de l'escut va discontinuar-se, com que als districtes no van ser permesos per utilitzar l'escut.

## Transport
- El 2003, el públic transit el sistema en el districte va ser integrat a l'Hamburger Verkehrsverbund (HVV).
- Connexions a l'autopista la xarxa és feta per l'Un1 (Hamburg–Lübeck) en el de l'oest, l'Un 24 (Berlín–d'Hamburg) en el del sud, l'Un 25 (Geesthacht–Hamburg) i l'Un 20 (Lübeck–Rostock) en el del nord.
- Connexions de ferrocarril existeixen d'Hamburg a Büchen i damunt a Berlín; i de Lueneburg a Büchen i damunt a Lübeck, via Mölln/Ratzeburg. Ambdues rutes són operades pel Deutsche Bahn AG. De Bergedorf a Geesthacht, l'antic ferrocarril Bergedorf-Geesthachter Eisenbahn (BGE) de la societat privada AKN Eisenbahn va ser desafectat i només s'utilitza per a trens històrics.
- El canal Lübeck-Elba, inaugurat el 1900 desemboca al port fluvial a l'Elba de Lauenburg. Connecta Lübeck a la xarxa de canals d'Europa.